# リバーサイドビルディング
リバーサイドビルディングは、大阪府大阪市北区中之島にある歴史的建築物。登録有形文化財（建造物）。

## 概要
1965年（昭和40年）に竣工した中之島の土佐堀川沿いに所在する事務所ビルである。設計は東京大学教授の岸田日出刀で、水平連続窓を有するインターナショナルスタイルの事務所建築の秀作と評されている。
2016年（平成28年）に国の登録有形文化財に登録された。登録有形文化財として最も新しい建造物である。
生きた建築ミュージアムフェスティバル大阪（Open House Osaka）に参加しており、2023年（令和5年）5月9日に「生きた建築ミュージアム・大阪セレクション」の第2期に選定された。

## 入居者
- きりう不動産信託株式会社（本社）：所有者

なお、当ビルの住所（大阪府大阪市北区中之島3丁目1番8号）を所在地（本店）として登記している法人は19法人ある（2023年9月24日時点）。

## 交通アクセス
- 京阪中之島線：渡辺橋駅
- Osaka Metro四つ橋線：肥後橋駅

## 周辺情報
- 関電ビルディング
- ダイビル本館
- 中之島ダイビル